# St-Sornin

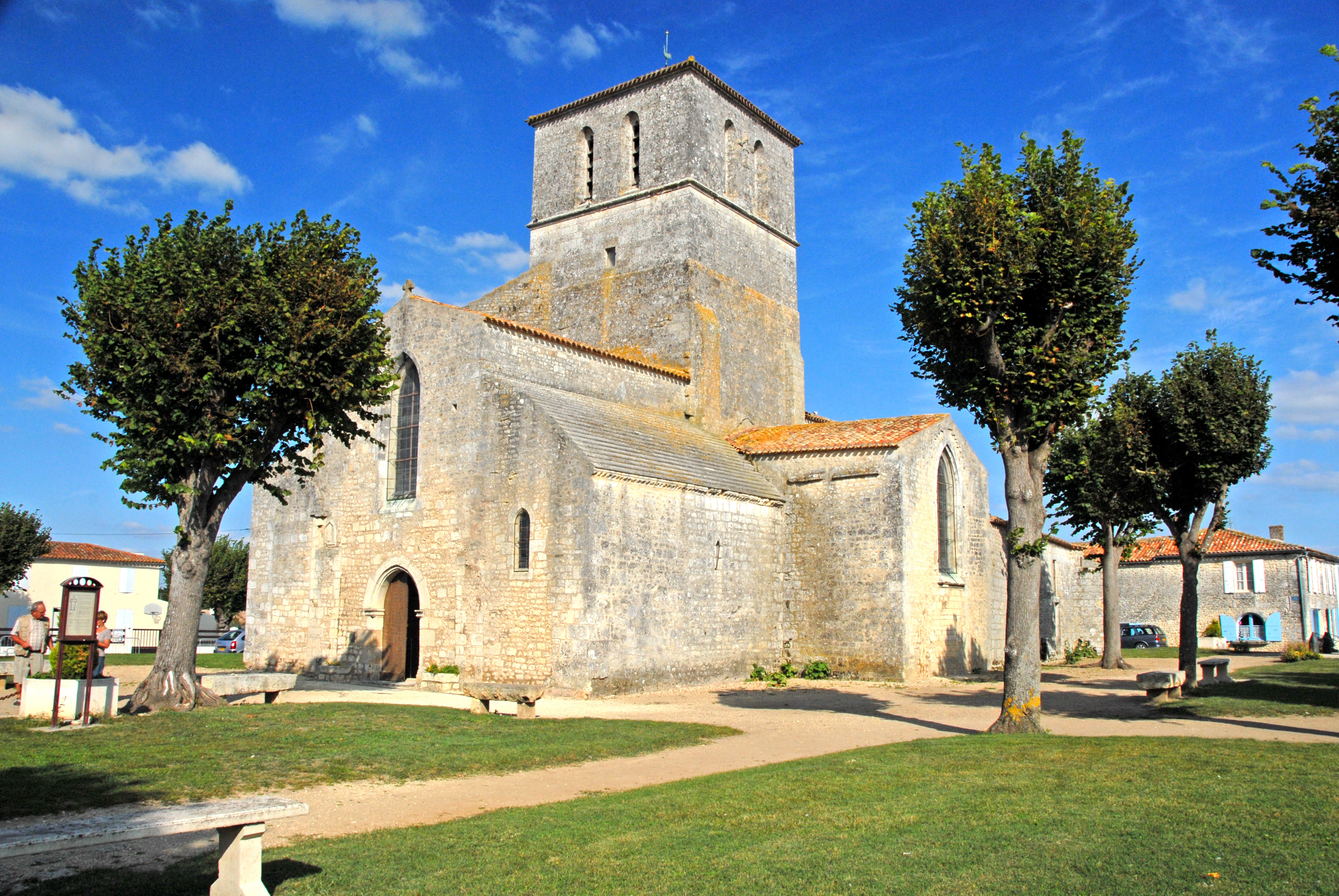
Pfarrkirche Saint-Sornin, Ansicht von S-W

Die Pfarrkirche Saint–Sornin liegt in der gleichnamigen französischen Gemeinde Saint-Sornin im Département Charente-Maritime in der Région Nouvelle-Aquitaine, ca. 28 km westlich von Saintes und ca. 20 km südlich von Rochefort, im Einzugsbereich der Seudre-Mündung. Die romanische Kirche ist nur noch in Resten erhalten, mit Kapitellskulptur aus dem 12. und Fresken aus dem 17. Jahrhundert.
Die Kirche Saint-Sornin ist dem Heiligen Saturninus von Toulouse (Saint-Saturnin ist der frühere Name von Dorf und Kirche, der verschliffen ist) gewidmet.

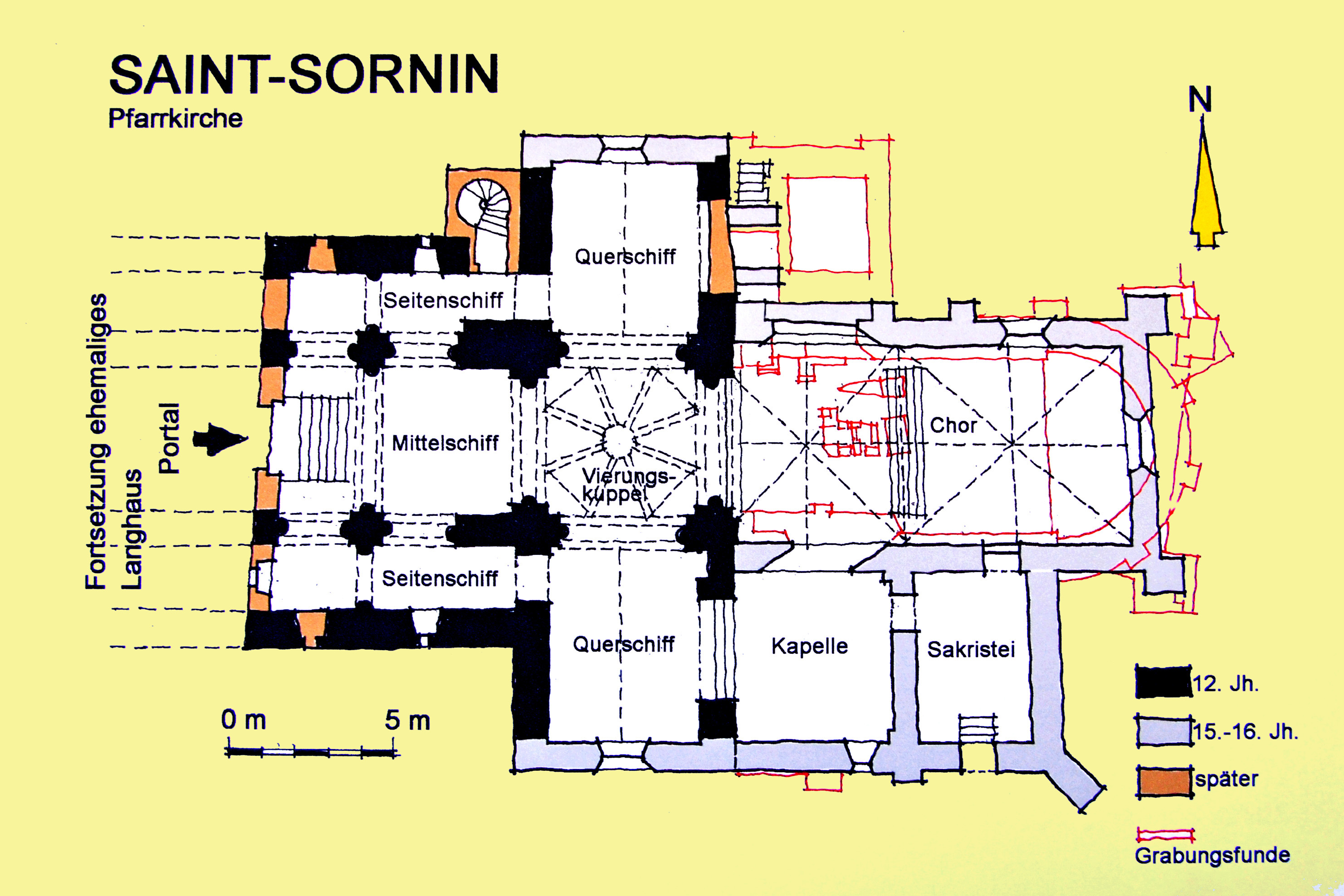
Pfarrkirche Saint-Sornin, Grundriss

## Geschichte
Die Ursprünge der Kirche und ihrer Vorgängerbauten reichen zurück bis in die merowingische Zeit. Der romanische Teil der Kirche aus dem Querhaus und den spärlichen Resten des Langhauses stammen aus dem 12. Jahrhundert. Der größte Abschnitt der ehemals vielleicht einmal über vier bis sechs Joche reichenden Langhauses wurde zerstört und ohne Ersatz gänzlich entfernt.
Der Glockenturm über der Vierung entstand im 14. Jahrhundert.
Der ursprünglich romanische Chor musste im 15. bis 16. Jahrhundert einem über zwei Joche reichenden Chor in gotischem Stil mit größeren Fenstern, ferner einer Kapelle und einer Sakristei weichen. Die Querhausarme erhielten dann auch neue Giebelwände mit großen spitzbogigen Fenstern.
Die Vermauerung des Westgiebels, nach Zerstörung und Abräumung der westlichen Teile des Langhauses, erfolgte erst nach den Umbauten des 16. Jahrhunderts.
Die Kirche Saint-Sornin wurde am 8. März 1923 unter Denkmalschutz gestellt.

## Bauwerk

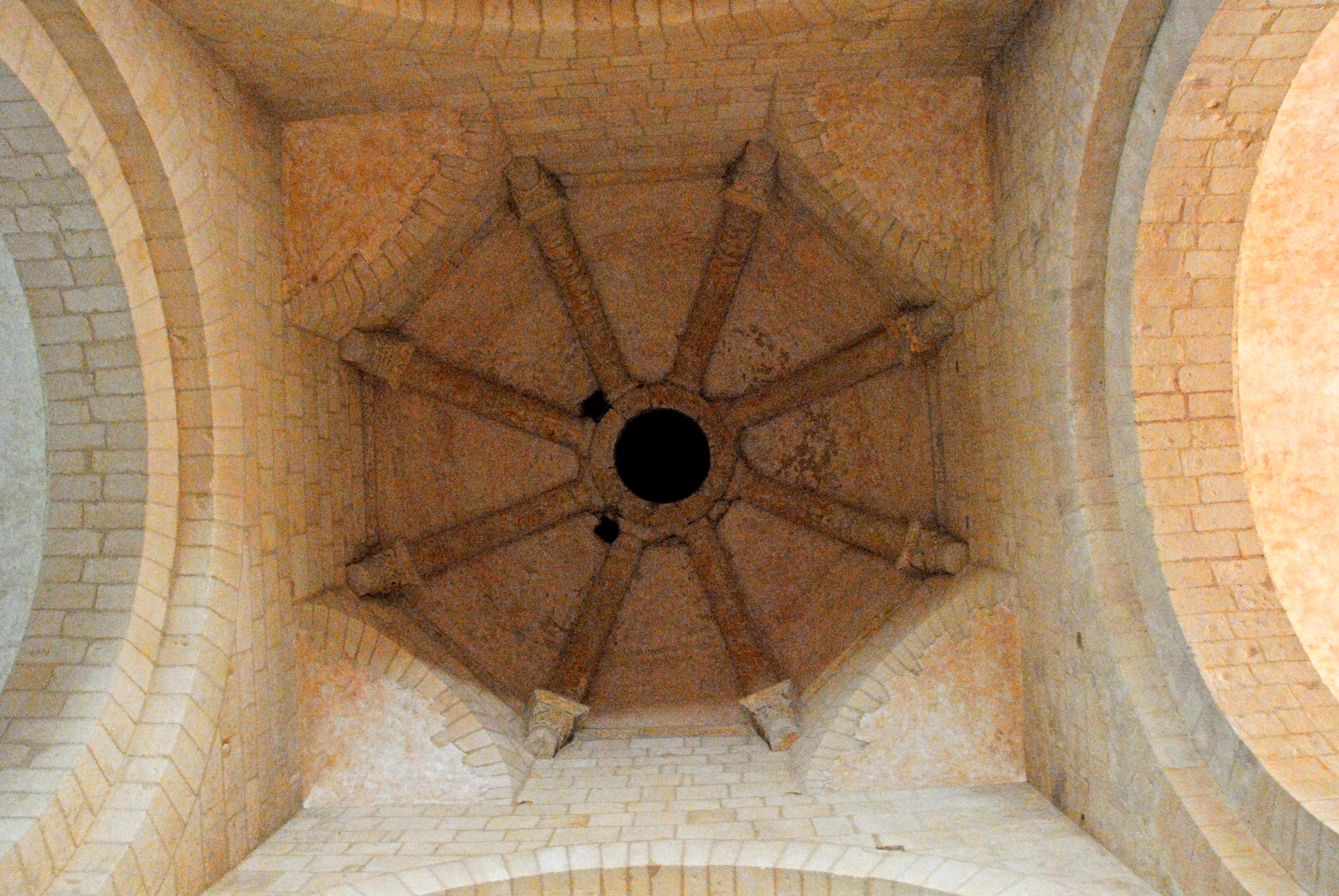
Pfarrkirche Saint-Sornin, Vierungskuppel, Oktogon, mit Tambour

### Inneres
Die ältesten erhaltenen Teile der romanischen Kirche aus dem 12. Jahrhundert sind das Querhaus, aus einer quadratischen Vierung, mit einer oktogonalen Einwölbung, und den Querschiffarmen mit angespitzten Tonnengewölben und die zwei letzten Joche des dreischiffigen Langhauses.
Die Schiffe sind mit Tonnen und mit Gurtbögen eingewölbt, die der Seitenschiffe deutlich tiefer als das des Mittelschiffs. Die Scheidbögen zwischen den Schiffen sind, wie auch die Vierungsbögen, kantig und halbkreisförmig ausgebildet. Die Gurt- und Scheidbögen ruhen in unterschiedlichen Höhen auf plastisch gestalteten Kapitellen mit profilierten, teils auch ornamentierten Kämpfern, die teilweise auf die seitlichen Wandflächen übergreifen. Die Kapitelle in den Schiffen und der Vierung krönen im Querschnitt halbkreisförmige Pfeilervorlagen. Sie sind überwiegend figural skulptiert, teilweise auch mit pflanzlichem Rankenwerk und Blattmotiven geschmückt.

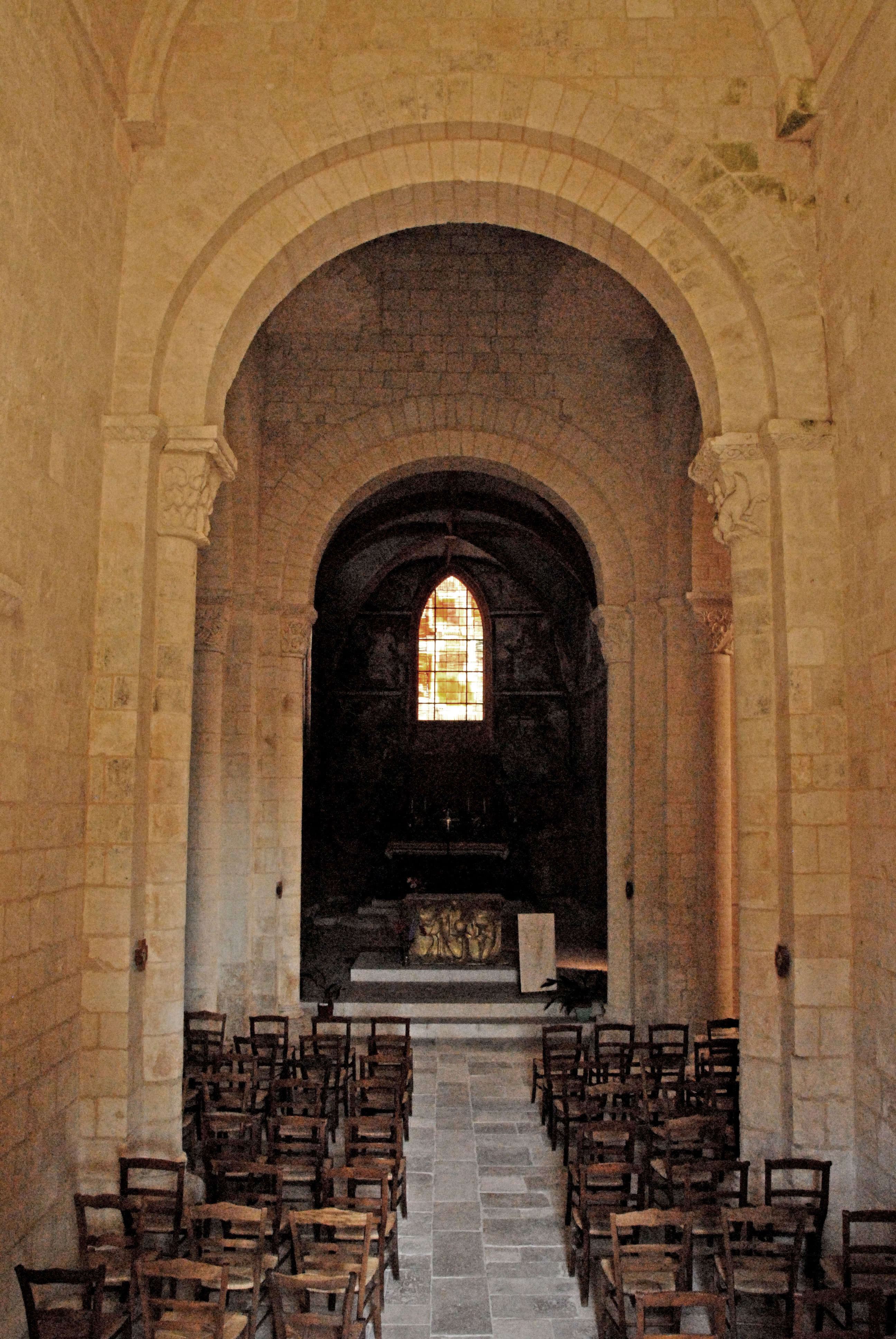
Pfarrkirche Saint-Sornin, Mittelschiff zum Chor

Die achteckige Kuppelwölbung ist deutlich höher angeordnet, als die quadratische Einfassung der Vierung., und wird in deren Ecken mit Trompen angeschlossen, in Form von halben Hohlkegeln. Die umschließende Wand zwischen den Trompen und dem unteren Kuppelrand heißt in der Kuppelarchitektur „Tambour“. Bei runden Kuppeln ist der Tambour zylindrisch ausgebildet, hier allerdings verfügt er über einen achteckigen Grundriss. Im Scheitel der Kuppel befindet sich eine kreisförmige von einem Ringprofil umschlossene Öffnung. Die oktogonale Kuppel wird von acht breiten, im Gegensatz zu gotischen Rippen eher plump wirkenden Rippenprofilen getragen, die im Verlauf ihrer Gratlinien angeordnet sind. Sie liegen mit ihrem oberen Ende auf dem Kreisring auf, statt auf einem Schlussstein, und mit ihren unteren Enden auf ornamental gestalteten Kapitellen.
Die Schiffe wurden ehemals von kleinen rundbogigen Fenstern in den Seitenschiffwänden schwach erleuchtet, von denen nur noch eins erhalten ist. Die Querschiffarme werden von großen spitzbogigen Fenstern der Giebelwände erhellt, die im Zuge der „Gotisierung“ der östlichen Gebäudeteile erneuert worden sind.
Die letztgenannte Maßnahme erstreckte sich über das 15. und 16. Jahrhundert. Archäologische Grabungen in diesem Bereich (sh. Grundrissskizze) haben gezeigt, dass der ehemalige romanische Chor fast die gleichen Ausmaße gehabt hat wie der heutige. Er besaß allerdings eine halbkreisförmige Apsis. Es gab wohl auch schon auf beiden Seiten des Chors Kapellen, die sich in den östlichen Wänden der Querhausarme öffneten und Durchlässe zum Chor hatten. Die nördliche Querhauskapelle wurde damals eingeebnet und nicht mehr erneuert. Die zugehörigen Öffnungen in der Querhauswand und in der Chorwand wurden vermauert.

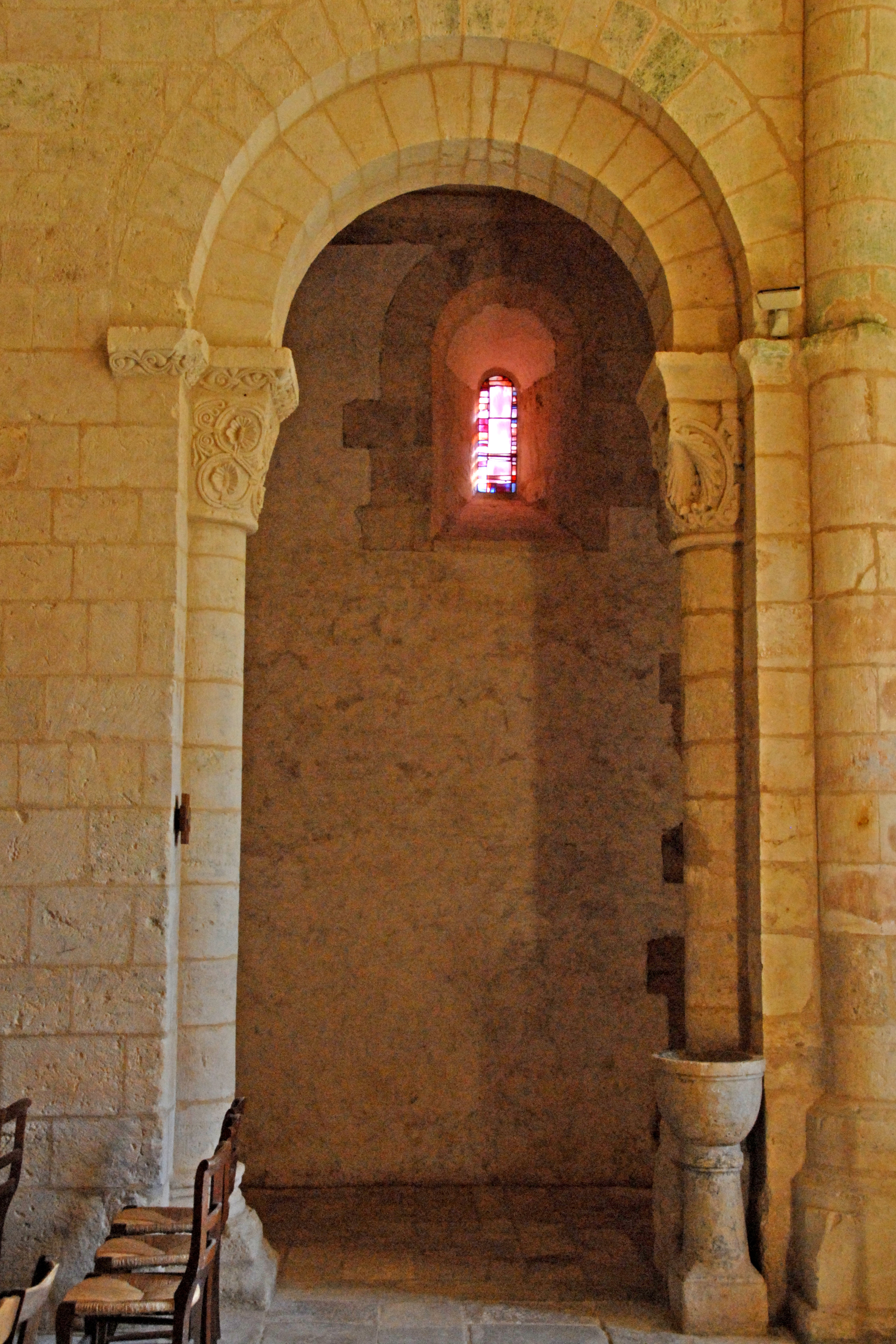
Pfarrkirche Saint-Sornin, Scheidbogen, zum südl. Seitenschiff

Der neue Chor erstreckt sich über zwei Joche, die jeweils mit einem achtteiligen Kreuzrippengewölbe mit schlanken Rippen in gotischer Art überdeckt sind. Die östliche Abschlusswand verläuft geradlinig. Die Chorwände stehen auf den Fundamenten des Vorgängerbaus, ihre östlichen Gebäudeecken ragen über die ehemalige Rundung der Apsis hinaus und bekamen deshalb neue Fundamentunterfangungen. Die Fenster im Chor sind entsprechend dem neuen Stil größer und mit Spitzbögen überfangen.
Die südliche Querhauskapelle wurde mit ähnlichem Grundriss wie ihre Vorgängerin erneuert. In ihrer Verlängerung nach Osten entstand ein Nebenraum, eine Sakristei, die später noch einen zusätzlichen Eingang von außen erhielt.
Auf den seitlichen Wänden des Chors sind großflächige und farbkräftige Fresken aus dem 17. Jahrhundert erhalten.

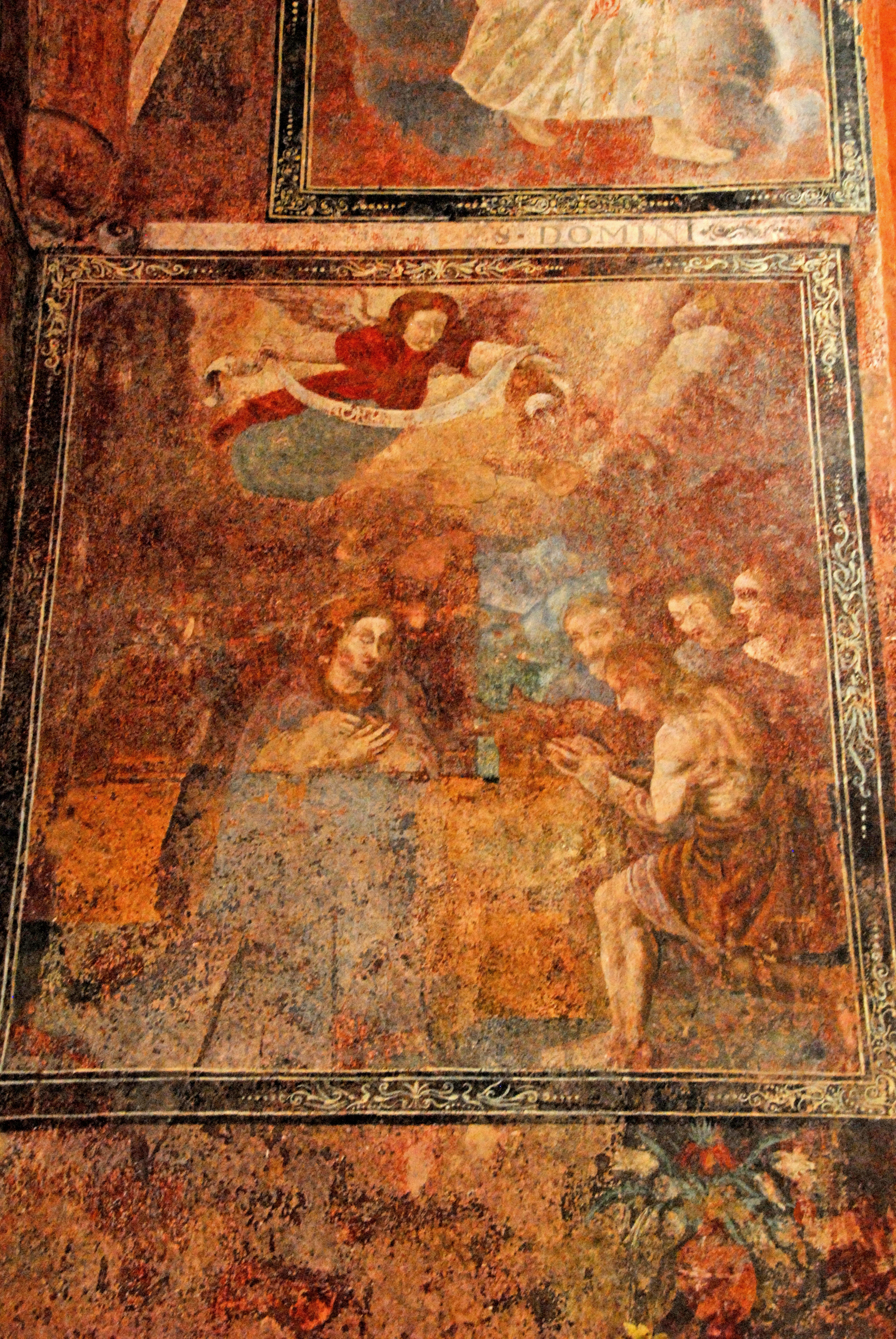
Pfarrkirche Saint-Sornin, Fresko im Chor

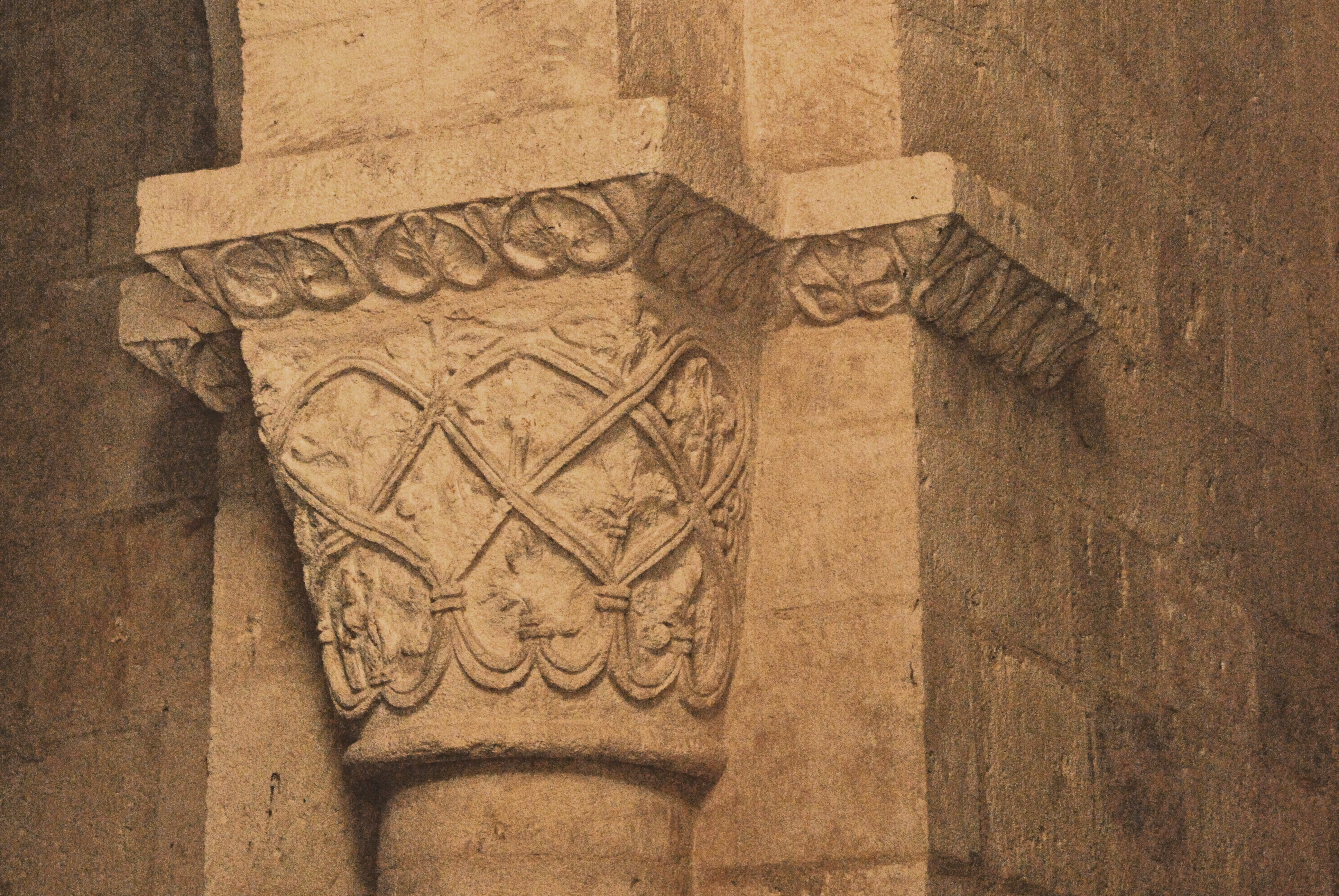
Pfarrkirche Saint-Sornin, Kapitell. Rankenwerk
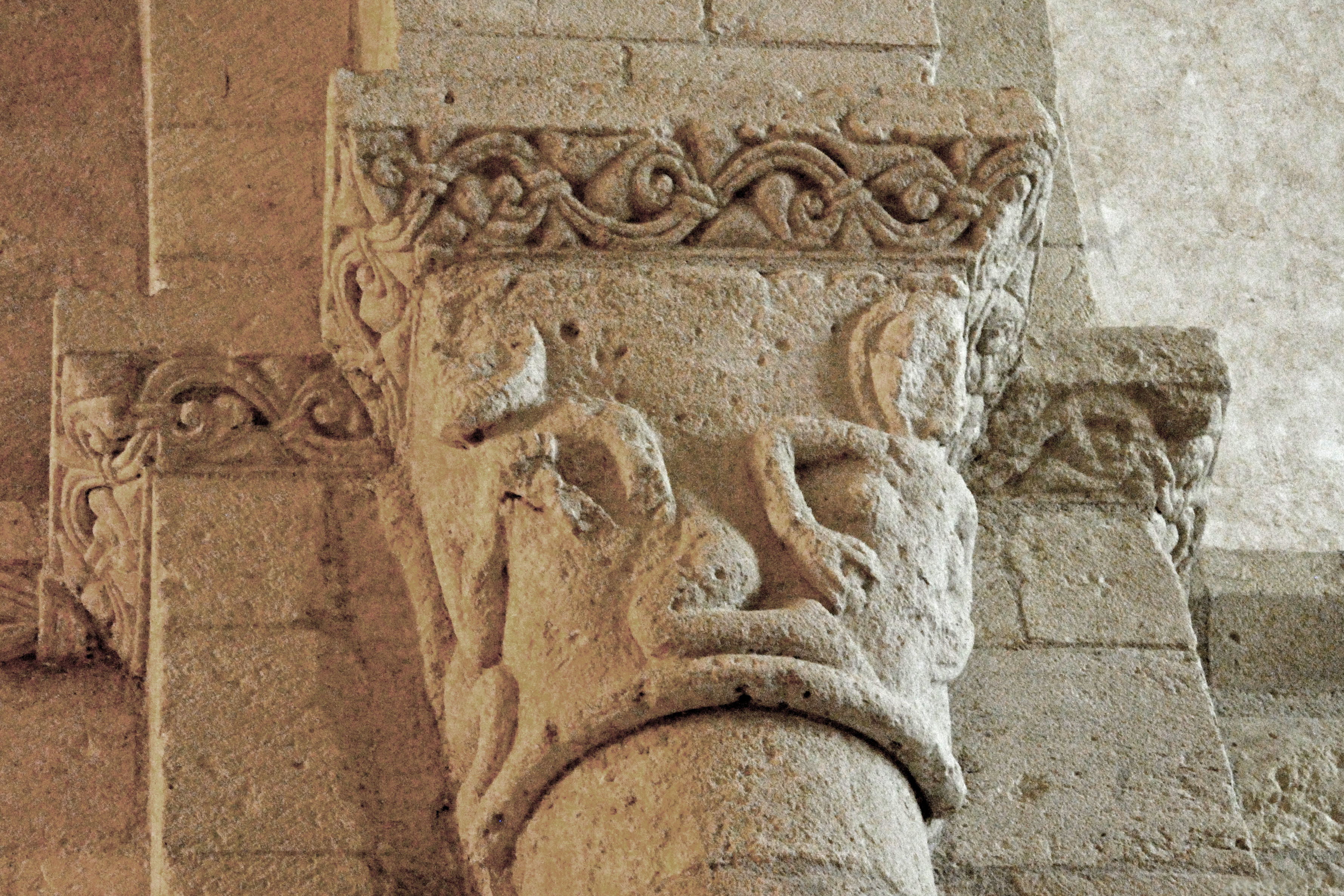
Pfarrkirche Saint-Sornin, Kapitell. 2 Menschen
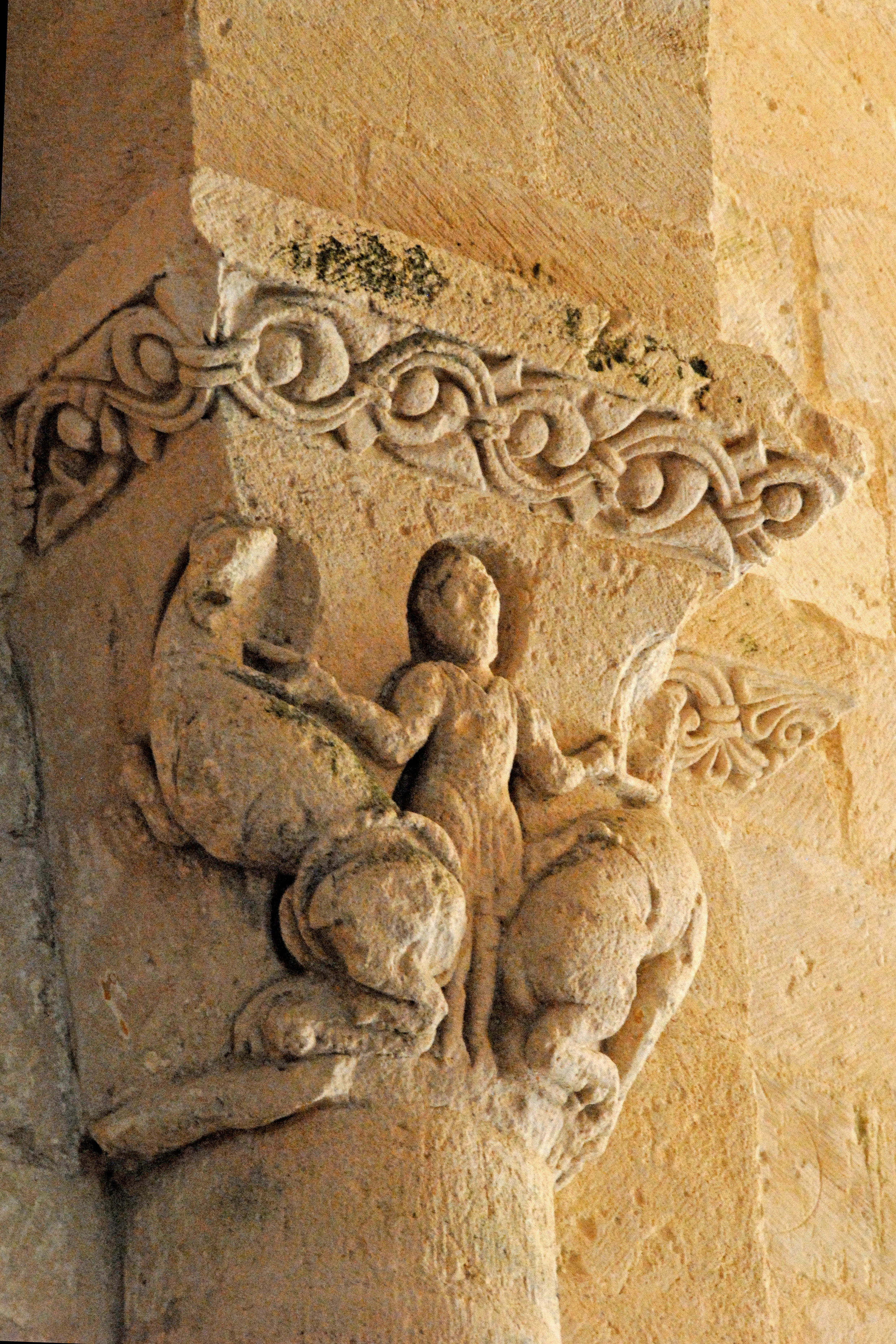
Pfarrkirche Saint-Sornin, Kapitell. Mensch mit 2 Löwen
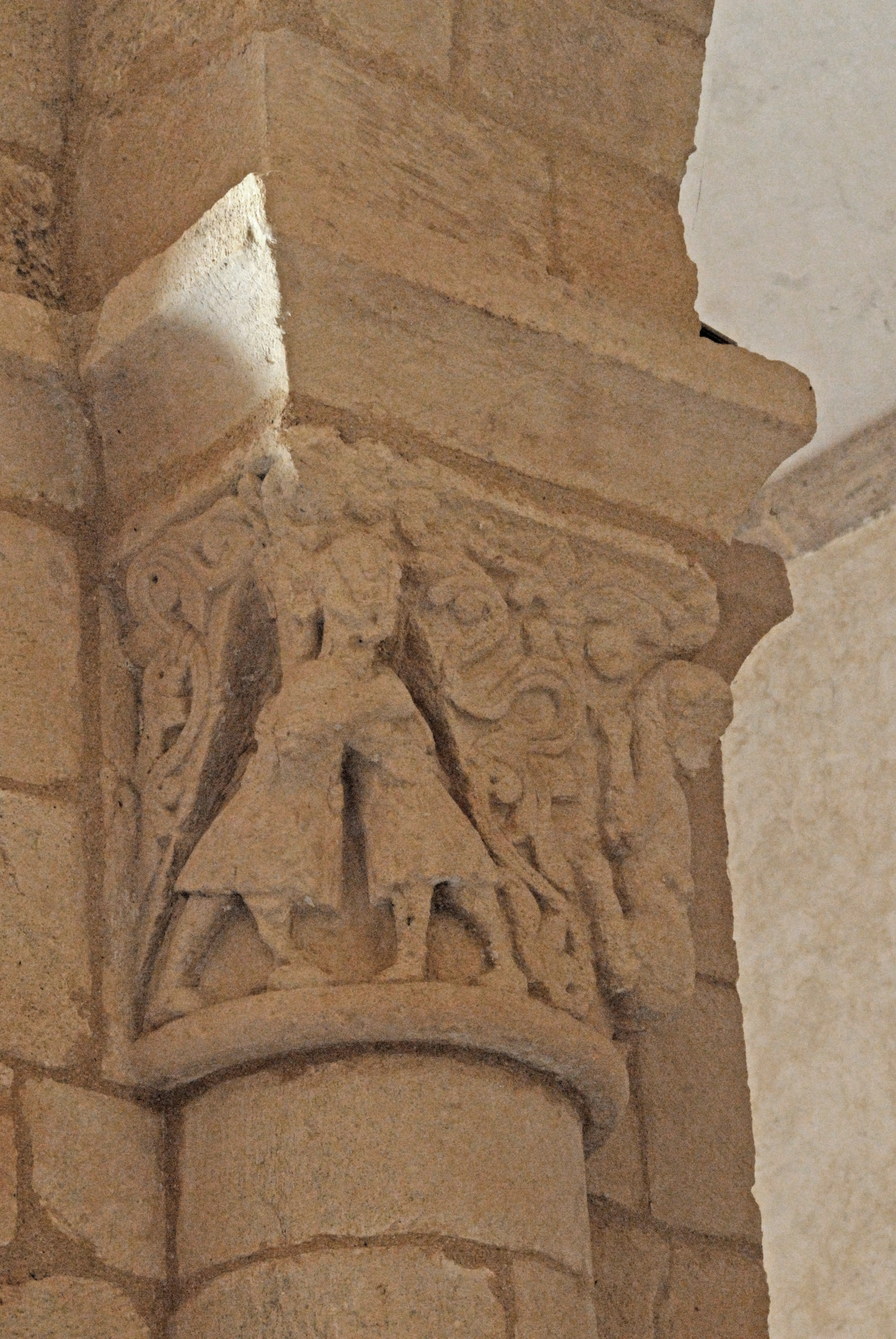
Pfarrkirche Saint-Sornin, Kapitell. 2 Menschen ringen, Rankenwerk, Tier

### Äußere Gestalt
Die Ausdehnung des Grundrisses beträgt in West-Ost-Richtung (Schiff + Vierung + Chor) insgesamt 29,00 Meter, in Nord-Süd-Richtung (Querhauslänge) 20,40 Meter.
Aus südwestlicher Richtung ist der verbliebene „Stumpf“ des ehemaligen Langhauses und die Abstufung seines Querschnitts in drei Schiffe zu sehen und man kann die ursprüngliche Weiterführung des Gebäudes nach Westen erahnen. Die Vermauerung des Westgiebels hinterließen keine besonderen bauliche Gestaltungsmaßnahmen, außer dem Einbau eines einfachen Portals, darüber eines großen spitzbogigen Fensters und im südlichen Seitenschiff eines kleinen Fensters. Innerhalb der glatten Wandoberflächen sind aber noch die Konturen der Schiffe und deren Stützen zu erkennen.

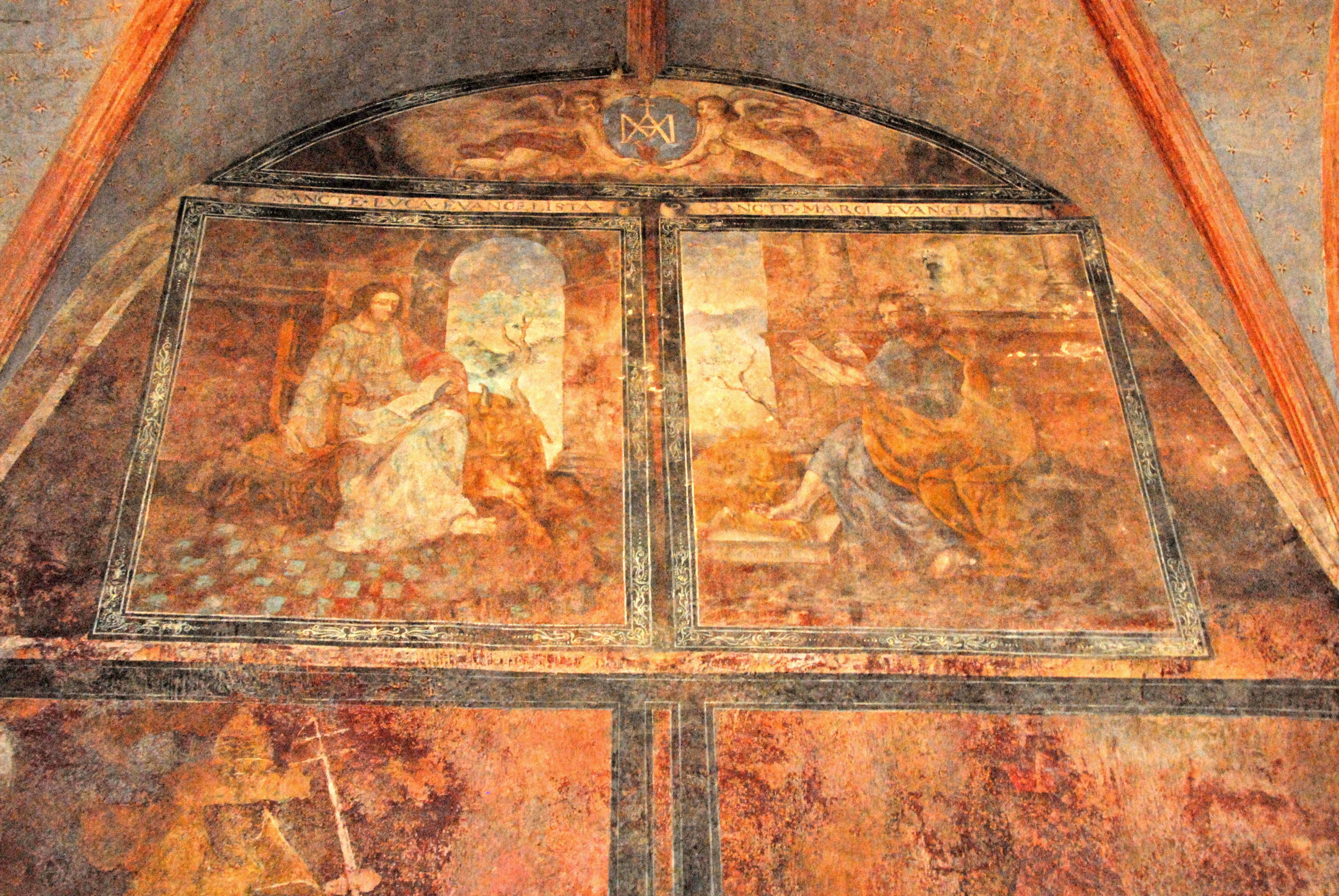
Pfarrkirche Saint-Sornin, Fresko im Chor

Der anschließende allseits geschlossenen Sockel des quadratischen Vierungsturms übernimmt die Breite des Mittelschiffs und die der Querhausarme mit ca. 7,00 Meter. Er wird oben abgeschlossen mit einem profilierten Kraggesims, etwa 7,00 Meter über dem First des Mittelschiffs. Darüber sitzt noch ein Geschoss auf, das der Glockenstube. Auf jeder ihrer vier Seiten sind zwei schlanke rundbogige Schallluken angeordnet. Darüber kragt ein einfaches Traufgesims aus. Zu den oberen Geschossen des Turms führt eine nachträglich außen angebrachte Spindeltreppe hinauf, in einer Einhausung aus Steinmauern, in der Ecke zwischen nördlichem Seitenschiff und dem anschließenden Querhausarm. Der Chor ist außen mit ca. 8,00 Metern etwas breiter als der Vierungsturm.
Die Traufen des Mittelschiffs und des Chors befinden sich etwa auf gleicher Höhe. Das Gleiche gilt für die Traufen der Seitenschiffe und die der südlichen Choranbauten. Ungefähr dazwischen liegt die Traufhöhe der Querhausarme. Alle Dächer haben schwach geneigte Dachflächen. Die höheren Dächer vom Mittelschiff und Chor sind mit Satteldächern, die der anschließenden Seitenschiffe und der Choranbauten mit Pultdächern überdeckt, der Vierungsturm mit einem Pyramidendach. Die Dächer sind überwiegend mit roten Ziegeln in römischer Form (Mönch – Nonne) gedeckt, die der Seitenschiffe mit grauen Steinschindeln. Das Regenwasser tropft an den „echten“ Traufen frei ab, ohne Ableitung über Regenrinnen.
Das Mauerwerk der Wandoberflächen besteht aus Natursteinen in allen möglichen Formen und Formaten und Mauerverbänden. Die Farbtöne variieren von Weiß, über helles bis zum mittleren Grau, je nach Bewitterung der Flächenteile. An exponierten Stellen hat sich eine orange-farbene „Patina“ gebildet.